# Akpatok
Akpatok è un'isola canadese che fa parte del territorio di Nunavut.

## Geografia
L'isola è posta all'imbocco della baia di Ungava nel Canada nord-orientale a circa 65 km dalla costa occidentale della baia e a circa 180 km a sud  dall'isola di Baffin. Copre una superficie di 1427 km² e raggiunge i 283 metri di elevazione. È prevalentemente calcarea ed è caratterizzata da alte scogliere che rendono difficile l'accesso via mare. Ha una ricca fauna. In particolare è un importante luogo di sosta per gli uccelli marini.
Deriva il nome dall'uria lomvia chiamata Akpat dalle popolazioni Inuit. L'isola è stata abbandonata dagli Inuit agli inizi del Novecento. Sulla costa meridionale sono presenti resti archeologici della cultura Dorset.

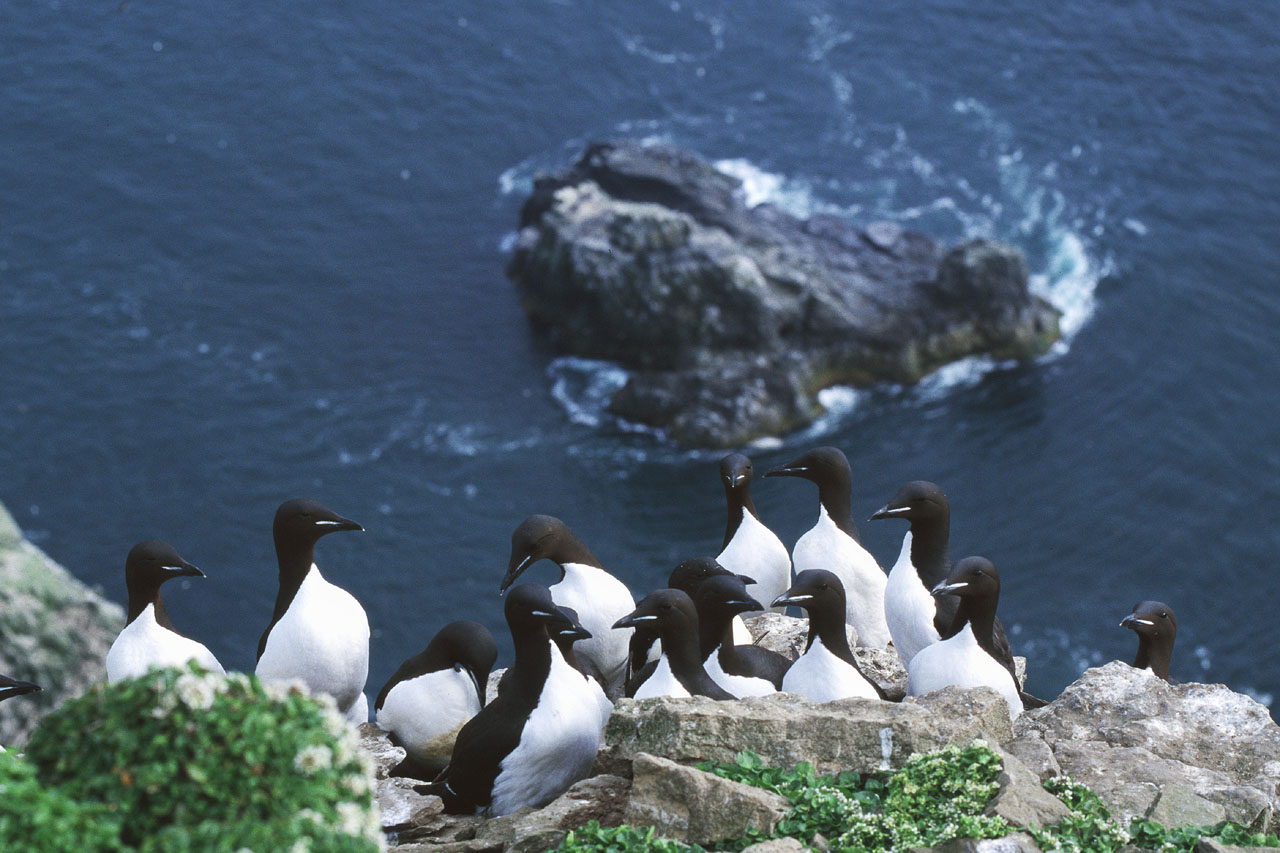
L'isola deriva il nome dalla Uria Lomvia che popola le sue scogliere.